# 弗朗切斯科·罗列丹
弗朗切斯科·罗列丹（義大利語：Francesco Loredan，1685年2月9日—1762年5月19日）是威尼斯共和国政治家，第116任总督。罗列丹的主要经历在于商业，外交经历较少，与其前任彼得罗·格里曼尼形成鲜明对比。他的继任者是马可·福斯卡里尼。

## 总督任职
罗列丹在1752年复活节后的4月6日就任。在当时，总督已经失去大部分实权，罗列丹很快适应了这一现实。他面临的主要困难之一是国内改革派和保守派的矛盾。他完全置身于冲突之外，最终保守派胜利，驱逐了改革派领导人，导致了共和国不可避免的衰落。不过，改革的失败也使威尼斯在七年战争后产生了经济的小幅发展。罗列丹得到的评价很低。他在位期间，马可·福斯卡里尼等贵族就曾公开对其进行嘲讽。
他与祖父一起葬于圣若望及保禄堂中。